# ボーンズ・ツアー2005 ライヴ・アット・武道館
『ボーンズ・ツアー2005 ライヴ・アット・武道館』（Bonez Tour 2005: Live at Budokan）は、アヴリル・ラヴィーンの2作目となるライブ映像作品。2005年12月7日に日本のBMG JAPAN（規格品番：BVBP-21043）でだけ発売されている。2011年2月21日に期間限定生産盤（規格品番：BVBM-31071）が発売された。

## 概要
2005年3月、約10万人以上のファンを動員したジャパン・ツアー「ボーンズ・ツアー2005（Bonez Tour 2005）」から、そのハイライトとなった3月10日に日本武道館で行われたライブ映像を収録。また、当日のバックステージ映像やインタビューなどボーナス映像も収録されている。

## 収録内容
1. ヒー・ワズント
2. マイ・ハッピー・エンディング
3. テイク・ミー・アウェイ
4. フリークアウト
5. アンウォンテッド
6. エニイシング・バット・オーディナリー
7. フー・ノウズ
8. アイム・ウィズ・ユー
9. ルージング・グリップ
10. トゥゲザー
11. フォガットゥン
12. トゥモロウ
13. ノーバディーズ・ホーム
14. フォール・トゥ・ピーセス
15. ドント・テル・ミー
16. スケ8ター・ボーイ
17. コンプリケイテッド (アンコール)
18. スリップト・アウェイ (アンコール)
19. ビハインド・ザ・シーン・ボーナス・ステージ (ボーナス映像)

## 受賞
| 年     | 授賞                     | 賞              | 成績 |
| ------ | ------------------------ | --------------- | ---- |
| 2006年 | 日本ゴールドディスク大賞 | 年間最優秀DVD賞 | 受賞 |